# Ephedrus meliarhizophagi
Ephedrus meliarhizophagi är en stekelart som beskrevs av Jaroslav Stary 1983. Ephedrus meliarhizophagi ingår i släktet Ephedrus och familjen bracksteklar. Inga underarter finns listade i Catalogue of Life.